# Paul Zoungrana
Pour les articles homonymes, voir Zoungrana (homonymie).
Paul Zoungrana, né le 3 septembre 1917 à Ouagadougou, (actuellement au Burkina Faso, alors dans l'Empire colonial français), et mort le 4 juin 2000, est un cardinal burkinabè, archevêque de Ouagadougou de 1960 à 1995, membre de la Société des missionnaires d'Afrique (Pères blancs). 

## Biographie

### Prêtre
Après des études au petit séminaire de Pabré et au grand séminaire Saint-Pierre-Claver de Koumi, Paul Zoungrana fait partie des trois premiers prêtres catholiques ordonnés au Burkina Faso, le 3 mai 1942. 
Il rejoint par la suite la Société des missionnaires d'Afrique, dans laquelle il prononce ses serments définitifs en 1952, à Rome. 

### Archevêque
En 1960, il est nommé archevêque de Ouagadougou par le pape Jean XXIII qui lui donne en personne la consécration épiscopale, dans la basilique Saint-Pierre ; Paul Zoungrana remplace l'évêque missionnaire Émile Socquet (de). 
Il participe au concile Vatican II de 1962 à 1965.

### Cardinal
Lors du consistoire du 22 février 1965, Paul Zoungrana est créé cardinal par le pape Paul VI au titre de cardinal-prêtre de San Camillo de Lellis, devenant le premier cardinal burkinabé. Il reste à ce jour le seul cardinal issu de la société des Pères blancs. 
En 1975, il se rend avec une délégation au Vatican. Il présente au pape Paul VI Alfred Ki-Zerbo, un catéchiste centenaire réputé être le "premier chrétien de Haute-Volta" . Par respect pour l'action et l'âge de l'homme, le pape le fait asseoir sur le trône pontifical.
Par la suite, Paul Zoungrana se fait connaître notamment par le soutien qu'il apporte à l'africanisation de la liturgie catholique.
Paul Zoungrana démissionne de sa charge d'archevêque de Ouagadougou le 10 juin 1995, à l'âge de soixante-dix-huit ans, et meurt cinq ans plus tard. Il est enterré dans la cathédrale de Ouagadougou.

## Succession apostolique
Paul Zoungrana a ordonné les évêques suivants :
- Évêque Marcel Pierre Marie Chauvin, C.SS.R. (1964)
- Évêque Barthélemy Hanrion (de), O.F.M. (1966)
- Évêque Anthyme Bayala (de) (1967)
- Évêque Vincent Mensah (1970)
- Archevêque Jean-Marie Untaani Compaoré (1973)
- Évêque Zéphyrin Toé (de) (1973)
- Archevêque Anselme Titianma Sanon (1975)
- Archevêque Philippe Fanoko Kossi Kpodzro (1976)
- Évêque Jean-Baptiste Tiendrebeogo (de) (1982)
- Évêque Basile Tapsoba (1982)
- Évêque Guy Armand Romano, C.SS.R. (1984)
- Évêque Marius Ouédraogo (de) (1985)
- Archevêque Matthias N'Gartéri Mayadi (1986)